# 開成所
開成所（かいせいじょ / かいせいしょ）は、文久3年（1863年）に設置された江戸幕府の洋学教育研究機関である。

## 概要
幕臣の子弟に向けた蘭学や英学等の洋学教育、並びに翻訳事業などを扱っていた蕃書調所が、1862年（文久2年）に洋書調所と改称される。この蕃書調所を濫觴とし、改称後に組織が拡充され、1863年10月11日（文久3年8月29日）に「開成所」が設置された。
1864年秋、開成所規則を制定し、学則を欧米の学校にならい、教授科目を蘭・英・仏・独・露の語学と天文・地理・窮理・数学・物産・化学・器械・画学・活字の諸科とする。
幕府解体に伴い一時閉鎖されたが、1868年8月1日（慶応4年6月13日）の布告により医学所とともに明治新政府に接収され、同年（明治元年）9月12日（10月27日）、官立の「開成学校」として再興した。開成学校はのち医学校（医学所の後身）と統合され（旧）東京大学が発足したため、開成所は現在の東京大学の源流と見なされている。

## 同名の機関
「開成」という言葉は、中国の『易経』繋辞上伝の中の「開物成務」（あらゆる事物を開拓、啓発し、あらゆる務めを成就する）に基づくといわれる。翻訳学問だけでなく、みずから学を実務に繋いでいくという意図を込めたものである。同名の機関として、薩摩藩の洋学校として1864年（元治元年）に設置された「開成所」があり、講師には中濱万次郎・前島密などがいる。のちに東京開成学校初代校長となった畠山義成（薩摩藩士）も、藩より派遣された英国留学に先立ち、この（薩摩藩）開成所で学んだ。
教科は、英語、蘭語のほか海陸軍砲術、兵法、数学、物理、医学、地理、天文学、測量術、航海術などの西洋の進んだ技術や学問の修得であった。
薩摩藩は1866年（慶応元年）、イギリスへ４名の使節団と15名の留学生を送りこみ、ロンドン大学などで学ばせるが、その人選にあたっては、開成所出身の優秀な人物を中心に選出した。しかし、この開成所も幕末の急激な世情の変化に伴う藩の軍制改革によって、軍にかかわる教科が分離し、単なる教科学習の域にとどまったため、後に藩校「造士館」に移ることになる。

## 備考
「開成」の名は先述の通り歴史的に謂れある名辞であるため、明治以降、後身機関たる開成学校にならい、「開成」を校名に冠する学校が多く設立された。

## 関連文献
- 時野谷勝「開成所」『日本近現代史辞典』東洋経済新報社、1979年
- 古田東朔「開成所」『洋学史事典』雄松堂出版、1984年
- 梅沢ふみ子「開成所」『日本史大事典』第2巻、平凡社、1993年
- 宮崎ふみ子「開成所」『日本歴史大事典』第1巻、小学館、2000年